# کالن اسرپریان
کالن اسرپریان (ارمنی: Կալեն Էսպերյան؛ انگلیسی: Kallen Esperian؛ زادهٔ ۸ ژوئن ۱۹۶۱) موسیقی‌دان و خواننده سبک اپرا ارمنی‌تبار اهل ایالات متحده آمریکا است. وی در سال ۱۹۸۵ برنده رقابت بین‌المللی صدای لوچیانو پاواروتی شد.

## زندگی‌نامه
وی در 	۸ ژوئن ۱۹۶۱ در برینگتون، ایلینوی به دنیا آمد و از دانشگاه ایلینوی در اربانا-شمپین فارغ‌التحصیل گشت. 